# Chorotis
Chorotis es una localidad, municipio y estación de ferrocarril argentino situada en el extremo sudoeste de la provincia del Chaco, en el departamento Fray Justo Santa María de Oro. Es uno de los municipios más jóvenes de la provincia, habiendo sido creado en 1989. Se halla a 9 km de la provincia de Santa Fe.

## Toponimia
Deriva del pueblo indígena chaquense chorote, quienes habitan en las cercanías del río Pilcomayo.

## Historia
Si bien hay registros de pobladores ya desde principios del siglo xx, fue la llegada del ferrocarril en 1937 la que motivó el desarrollo del lugar. En 1940 la empresa CAIAN montó el primer negocio y loteó varios campos en quintas donde se establecieron pequeños agricultores. En 1949 se constituyó la primera escuela y la provincia oficializó el nombre de Chorotis. El 23 de junio de 1989 fue creado el municipio.

## Vías de comunicación
Sus principales vías de comunicación son las Rutas Provinciales 15 y 53, ambas de tierra. La primera la comunica al norte con Venados Grandes y la ruta nacional 89, y al sur con la provincia de Santa Fe. La Ruta 53 la vincula al este con la ruta nacional 95 y la provincia de Santa Fe. El pavimento más cercano lo constituye la ruta provincial 5, que finaliza en Venados Grandes, de la cual dista unos 10 km.
Cuenta con la estación Chorotis, sus vías del Ferrocarril General Belgrano son recorridas por un servicio interurbano diario de Trenes Argentinos Operaciones.

## Población
Cuenta con 941 habitantes (Indec, 2010), lo que representa un marcado incremento del 104% frente a los 462 habitantes (Indec, 2001) del censo anterior.
| Gráfica de evolución demográfica de Chorotis entre 1991 y 2010 |
|                                                                |
| Fuente: Censos nacionales del INDEC                            |